# Pattinaggio di velocità agli VIII Giochi asiatici invernali - Mass start maschile
La gara della mass start maschile si è svolta il 23 febbraio 2017 al Meiji Hokkaido-Tokachi Oval di Sapporo in Giappone.

## Risultati
| Rank | Atleta             | Sprint | Sprint | Sprint | Sprint | Totale | Tempo   |
| Rank | Atleta             | 1      | 2      | 3      | 4      | Totale | Tempo   |
| ---- | ------------------ | ------ | ------ | ------ | ------ | ------ | ------- |
| 1    | Lee Seung-hoon     | 1      |        |        | 60     | 61     | 8:12.72 |
| 2    | Shane Williamson   |        |        |        | 40     | 40     | 8:13.25 |
| 3    | Kim Min-seok       |        | 1      | 1      | 20     | 22     | 8:13.69 |
| 4    | Lee Jin-yeong      | 3      | 5      | 3      |        | 11     | 8:50.73 |
| 5    | Ryosuke Tsuchiya   | 5      |        | 5      |        | 10     | 8:24.62 |
| 6    | Shota Nakamura     |        | 3      |        |        | 3      | 8:24.16 |
| 7    | Yang Fan           | 1      |        |        |        | 1      | 8:15.55 |
| 8    | Dmitriy Babenko    |        |        |        |        | 0      | 8:14.62 |
| 9    | Rehanbai Talabuhan |        |        |        |        | 0      | 8:23.12 |
| 10   | Liu Yiming         |        |        |        |        | DNF    |         |
| —    | Vishwaraj Jadeja   |        |        |        |        | DSQ    |         |